# Polichnítos
Polichnítos (grec moderne : Πολιχνίτος, parfois orthographié par erreur Πολίχνιτος) est un village situé au sud de l'île de Lesbos, qui compte 2 763 habitants au recensement de 2001.

## Géographie
Il constituait avant 2010 une municipalité (dème) du même nom, englobant plusieurs hameaux alentour : Basiliká (Βασιλικά), Vrísa (Βρίσα), Lisvóri (Λισβόρι) et Stavrós (Σταυρός), portant ainsi à 5 288 le nombre d'habitants mais depuis la réforme de 2010 liée au programme Kallicratis, la municipalité a été intégrée à celle de Lesbos pour former le dème d’Ágios Efstrátios.

## Histoire
La présence humaine a laissé ses traces autour de la région de Polichnítos depuis des milliers d'années.

### Préhistoire
C'est en quête de sites favorables à une implantation humaine que les premiers habitants de l'île arrivèrent sur les rivages orientaux du golfe de Kalloni (Καλλονή), ceux-ci furent appréciés pour leur sol fertile, leurs côtes poissonneuses et la présence d'eau douce. La région de Polichnítos compte trois sites préhistoriques importants attestés :
- Chalakies (Οι Χαλακιές), entre les hameaux de Skala (Σκάλα) et Nyfida (Νυφίδα), considéré comme la plus ancienne cité préhistorique de l'île (3000 à 2800 av. J.-C.)
- Kourtir (Κουρτήρ), en bord de mer du village Lisvori (Λισβόρι), le site le plus étendu de l'île (2800 à 2000 av. J.-C.)
- Katapyrgos (Κατάπυργος), situé sur une colline près de Lisvori (Λισβόρι), unique site à l'intérieur des terres (2000 à 1000 av. J.-C.)

La région compte d'autres sites favorables à l'implantation humaine : le port naturel en contrebas du promontoire de Agios Phokas (Αγιος Φωκάς) ainsi que la vallée de la rivière Almyropotamos (Αλμυροπόταμος). Des études archéologiques de petite étendue sur le site de Agios Phokas ont permis de trouver des objets datant de l'Âge du bronze.
Les premiers habitants de la région étaient cultivateurs, pêcheurs ; ils commerçaient, bricolaient, construisaient et peu à peu bâtissaient leurs villes. À l'Âge du bronze moyen (1580 1100 av. J.-C.), la ville de Pyrra apparut sur le site préhistorique de Kourtir avec le plus petit hameau d'Agamidi (Αγαμήδη) à proximité. Pyrra, qui au fil du temps se déplaça dans un bras du golfe plus au nord, comptait aussi sur son territoire le lotissement d'Akra Vrisa (Άκρα Βρίσα) sur le promontoire d'Agios Phokas. C'est là que se trouvait un temple dédié au culte de Dionysos, dieu de la vigne ; connu comme le plus ancien lieu de culte du Dieu sur l'île, il fut construit, selon la tradition, sur ordre du roi mythologique Macarée.
À partir de Xe siècle av. J.-C., la ville de Pyrra prospéra. Sans fortification, signe de d'une vie paisible, la ville vit sa réputation s'étendre à tel point que l'actuel golfe de Kalloni prit le nom de bassin de Pyrra (Πυρραίων Εύριππος ) et que la forêt de pin sur son flanc oriental prit le nom de Mont de Pyrra (Πυρραίων Όρος). À cette époque, la ville étendait son influence sur un territoire supérieur à la ville contemporaine de Polichnitos, jusqu'à l'actuelle Mesa, au centre de l'île. Ses richesses firent des envieux et les attaques se multiplièrent, ce qui poussa la ville à se fortifier au IIXe siècle av. J.-C..
À son apogée, la ville vit naître le poète épique Leschès de Pyrrha, auteur du poème épique de la Petite Iliade ; par la suite, elle accueillit Alcée de Mytilène poussé à l'exil.
En -231, en raison d'un puissant séisme, une grande partie de la ville sombra dans les eaux du golfe et Pyrra périclita puis disparut rapidement- aujourd'hui, on peut voir au fond de la mer certains restes de la ville et de son port.

### Époque romaine et byzantine

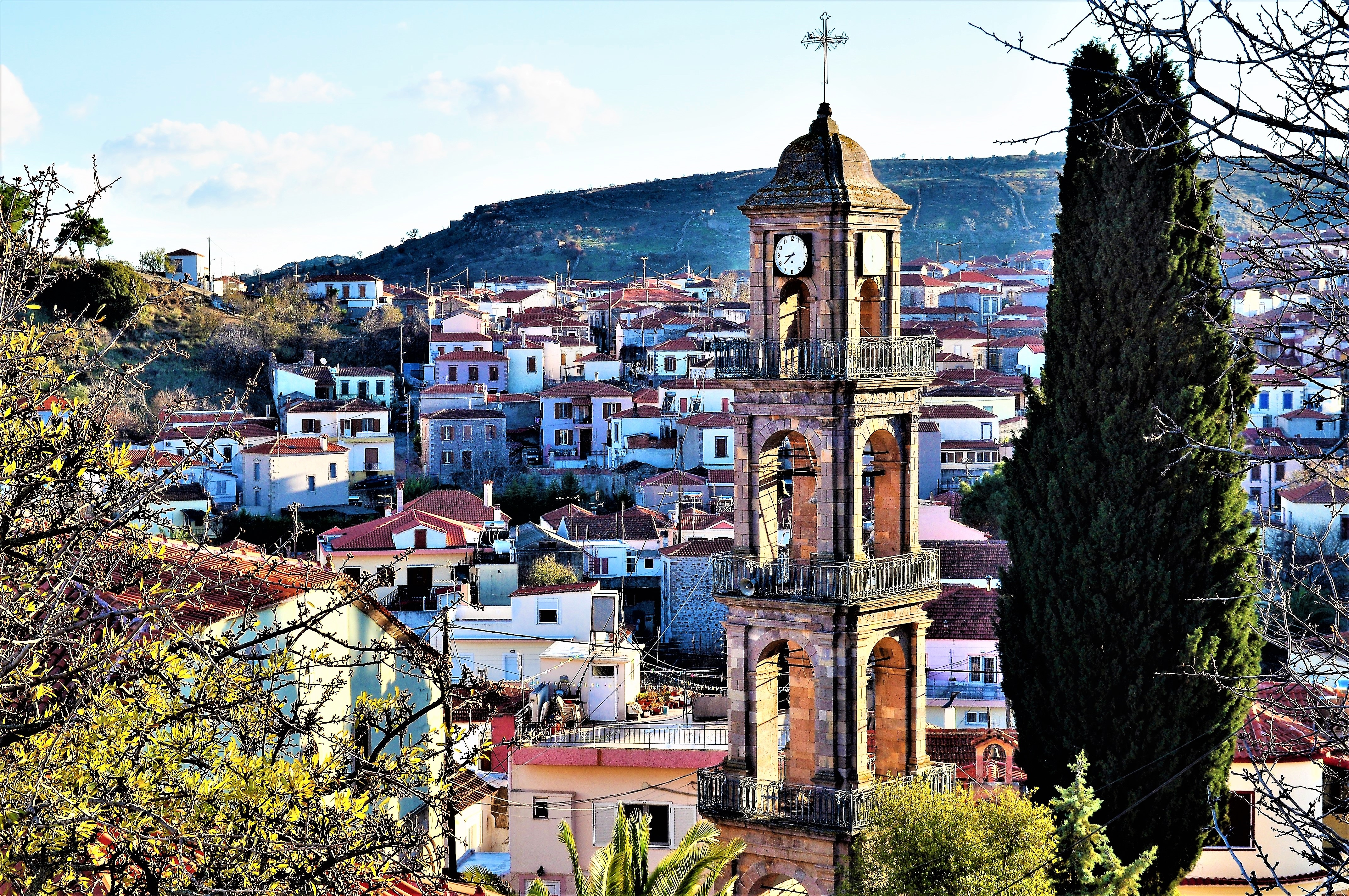
Panorama de Polichnitos

À l'époque romaine, des bourgs commencèrent à apparaître tout au bord du golfe ainsi que sur les collines en contre-haut du golfe. Au début de l'époque byzantine, ces bourgs se rassemblèrent et certains d'entre eux furent qualifiés de "royaux" car ils servaient de lieux de villégiatures aux empereurs byzantins ou aux membres de leurs familles condamnés à l'exil.